# サンティアゴ・ゴンサレス
サンティアゴ・ゴンサレス・イグレシアス（Santiago González Iglesias、1988年6月16日 - ）は、メジャーリーグラグビーサンディエゴ・リージョンに所属するラグビーユニオン選手。

## プロフィール
- アルゼンチン・ブエノスアイレス出身。
- ポジションはスタンドオフ(SO)、センター(CTB)。
- 身長 180cm、体重 94kg
- ニックネームはサンティ、Rete。
- アルゼンチン代表キャップは41（2021年1月現在）。
- 2015W杯のアルゼンチン代表に選ばれた[1]。
- バーバリアンズに選ばれたことがある[2]。

## 略歴
コルディオ・デ・サルダール卒業後、アソシアシオン・アルムニ、パンパスXV、ハグアレスを経て、2019年、宗像サニックスブルースに加入。
2020年1月25日にジャパンラグビートップリーグ第3節NTTドコモレッドハリケーンズ戦に先発出場で日本での公式戦初出場を果たす。同年、サンディエゴ・リージョンに加入。